# رود شیانگ
رود شیانگ رودی است که به Dongting Lake می‌ریزد. این رود از کشور جمهوری خلق چین می‌گذرد.